# 河英善
河 英善（ハ ヨンソン 1947年生-）は、大韓民国の政治学者。専門は、東アジア国際政治、韓国外交史。ソウル大学名誉教授、東アジア研究院理事長。

## 経歴
ソウル大学校外交学科卒業。ソウル大学校大学院修士課程修了。米国ワシントン大学大学院政治学科博士課程修了。

## 対日関係
2009年、麻生太郎と李明博による日韓首脳会談にて合意された日韓新時代共同研究プロジェクトの韓国側の委員長に就任。さらに2011年、野田佳彦と李明博による日韓首脳会談にて合意された、第2期プロジェクトにおいても韓国側委員長に就任した。

### 発言
- 「60年間同盟を維持してきた米国との関係を維持し、中国との連帯も強化しなければならない。韓日関係を復元し、韓日米協調を固めて中国を導いていくのが核心」（2014年）[4]